# بولشيفيك (مقاطعة ماغادان)
بولشيفيك (بالروسية: Большевик) هي مدينة في مقاطعة ماغادان أوبلاست في روسيا.